# El Carrascal metróállomás
El Carrascal (metróállomás) metróállomás Spanyolország fővárosában, Madridban a madridi metró 12-es vonalán. Tulajdonosa és üzemeltetője a Consorcio Regional de Transportes de Madrid.

## Metróvonalak
Az állomást az alábbi metróvonalak érintik:
- 12-es metróvonal

## Kapcsolódó állomások
A metróállomáshoz az alábbi állomások vannak a legközelebb:
- Julián Besteiro (Puerta del Sur, 12-es metróvonal)
- El Bercial (Puerta del Sur, 12-es metróvonal)